# Scorpaenichthys
Scorpaenichthys is een monotypisch geslacht van straalvinnige vissen uit de familie van de donderpadden.

## Soort
- Scorpaenichthys marmoratus (Ayres, 1854)